# Josep Menéndez
Josep Menéndez (Barcelona en l'última dècada del segle xviii - Barcelona, 1866) fou un músic català.
Va ser nomenat organista de la parroquial de Santa Maria de Mataró el 12 de desembre de 1815. Pocs dies després, i arran de l'òbit inesperat de Bernat Bertran, sol·licità fer-se càrrec del magisteri de la parroquial, la qual cosa li fou conferida amb caràcter interí. El 1817 succeí a Magí Germà en el magisteri de la catedral de Lleida, al qual renuncià el 1824 per passar a regir l'organistoa de la parròquia de Sant Miquel Arcàngel de Barcelona. Entre els seus deixebles cal fer esment d'Aleix Mercè.
Deixà escrites, entre altres obres, una Missa a gran orquestra, una Salve, un Miserere, i diverses Lamentacions i dos Salms a dos cors.

## Obra
Es conserven obres seves al fons MatC (Fons de la Capella de Música de Santa Maria de Mataró).
- Goigs per a 5 veus i Acompto al Órgano.
- Salm per a 4 v i Instruments